# 道原伸司
道原伸司（みちはら しんじ、1932年8月28日 - 2025年8月11日）は、日本の空手家。広島県因島市土生町に生まれる。和道流の流れを汲む日本空手道教育研究会の最高師範であり、日本体育大学空手道部名誉師範、東京海洋大学名誉師範、公益財団法人全日本空手道連盟相談役、全日本空手道連盟九段。日本大学空手部の出身であり、和道流の開祖であるに大塚博紀からも指導を受けた。
東京都空手道連盟副会長などを歴任し、伝統派空手の威力を数値化しつつ、安全で怪我のない競技空手の普及に尽力した人物である。大学では、流派に関係なく学生を受け入れ、流派の垣根を超えて競技空手の技術の探求を行った。

## 著作
- スポーツシリーズ37『図解コーチ　空手道』成美堂出版（1988/02/01発売）
- 『空手道教室』大修館書店（1979/10/01発売）